# 聖剣伝説2
『聖剣伝説2』（せいけんでんせつ ツー）は、1993年8月6日に日本のスクウェアから発売されたスーパーファミコン用アクションロールプレイングゲーム。日本国外でのタイトル名は『Secret of Mana』。
同社の『聖剣伝説』シリーズ（1991年 - ）の第2作目。「聖剣」を引き抜いた少年・ランディを中心に、古の「マナの要塞」の力を狙う軍事国家「ヴァンドール帝国」と、それに対抗する反帝国勢力「タスマニカ共和国」「パンドーラ王国」「レジスタンス」との争いに巻き込まれながら、暴走したマナの力を封印するために世界を巡る冒険の物語である。

## 概要
『聖剣伝説』シリーズ第1作目である前作は『聖剣伝説 〜ファイナルファンタジー外伝〜』というタイトルであり、『ファイナルファンタジーシリーズ』（1987年 - ）と関連したコンピュータゲームであったが、本作から『ファイナルファンタジー』シリーズとは独立した世界観によるものとなる。フラミーやニキータ・モティなど、本シリーズの定番キャラクターも今作から登場している。
本作は最初から『聖剣伝説』として開発されたものではなく、1990年から1991年にかけて開発され、最終的には開発中止になったもう1つの『ファイナルファンタジーIV』（1991年）の原案であり、スーパーファミコン専用CD-ROMシステム用ソフトとして改めて開発し直して『クロノ・トリガー（仮題）』として発売される予定だった作品である（詳しくは『ファイナルファンタジーIV』の該当項目参照）。
開発はスクウェア開発第3部が行い、プロデューサーおよびゲーム・デザイン、シナリオはファミリーコンピュータ用ソフト『ファイナルファンタジーII』（1988年）や『ファイナルファンタジーIII』（1990年）を手掛けた田中弘道、ディレクターおよびゲーム・デザイン、モンスター・デザインは『ファイナルファンタジーII』やゲームボーイ用ソフト『聖剣伝説 〜ファイナルファンタジー外伝〜』（1991年）を手掛けた石井浩一、プログラマーはファミリーコンピュータ版『ファイナルファンタジーシリーズ』を手掛けたナーシャ・ジベリ、音楽は後にスーパーファミコン用ソフト『聖剣伝説3』（1995年）を手掛けた菊田裕樹が担当している。
スーパーファミコン版はゲーム誌『ファミコン通信』の「クロスレビュー」にてゴールド殿堂を獲得した。
2008年9月9日、Wiiのバーチャルコンソール用ソフトとして配信が開始され、2013年6月26日にはWii Uのバーチャルコンソール用ソフトとして配信が開始された。2009年10月26日にはFOMA 903i以降向けのiアプリとして、2010年6月24日にはWIN BREW対応端末のEZアプリ (BREW)として配信が開始された。2010年12月21日にはiPhone/iPod touch用アプリとして配信が開始された。Android版が、2014年10月30日に配信開始。2017年6月1日にはNintendo Switch用ソフト『聖剣伝説コレクション』が発売され、スーパーファミコン版が『聖剣伝説 〜ファイナルファンタジー外伝〜』（1991年）、『聖剣伝説3』（1995年）と共に収録された。
2018年2月15日にはフル3Dリメイクの『聖剣伝説2 SECRET of MANA』がPlayStation 4 / PlayStation Vita / PC (Steam)で発売された。
また、ボス戦終了後に特定のボタン操作をするとゲームが進行しなくなるなど、いくつかのバグが存在する。バーチャルコンソール版では進行不能バグが修正され、『聖剣伝説コレクション』に収録されているものではさらに（2017年時点での）倫理規定の対応が施されている。

## ゲーム内容

### モーションバトル
本作の基本となる戦闘システムは、ファイナルファンタジーシリーズなど多くのRPGに見られる、いわゆる「コマンド式」ではない。本作は「アクション・ロールプレイング（A・RPG）」と呼ばれ、プレイヤーはキャラクターを操作してフィールドを自由に動き回りながら攻撃・回避など、数々の行動のタイミングをアクションゲームのように計る必要がある。コンセプトとしては、従来のRPGのバトルをシームレスにフィールドで再現することを目的としていた。この戦闘方式を本作では「モーションバトル」と呼ぶ。
本作品で操作できるキャラクターは3名で、操作されていないキャラクターはNPCとして行動し、プレイヤーの方で大まかな行動をあらかじめ設定することができる。また、マルチタップを使用することで最大3人がそれぞれのキャラクターを操作することが可能である。攻撃回避時には体術で回避したり、武器で受け止めるといったアクションを見せる。
続編の『聖剣伝説3』ではさらなるコマンドRPG感覚の方向性に進化したが、『聖剣伝説 LEGEND OF MANA』以降はアクション重視へ変わっていった。

### リングコマンド
戦闘に関してはモーションバトルに加え、魔法やアイテム・環境設定などを簡易かつ迅速に使用できるようにするため、リングコマンドが今作より搭載された。これは、コントローラの特定ボタンを押すことによって、操作キャラクターの周囲をリング状に取り囲む形でアイコン化された各種コマンドが出現し、それを選択・実行することで様々な行動ができるシステムである。リングコマンドは、ナーシャ・ジベリが開発した機能である。

### 熟練度
武器や魔法には熟練度が存在する。熟練度は0から始まり、99を超えると武器もしくは魔法のレベルが1つ上がって0に戻る（最大8:99）。
武器の熟練度は敵を倒すことで上げることができる。強い敵を倒すと大きく熟練度が上昇する。武器レベルが上昇すると、技の範囲が拡張したり時間が長くなるなど、より強力な技を使用できるようになる。現在の武器ランクより武器レベルを上げることはできない。具体的には、現在所持している武器のランクが5の場合、武器レベルも5までしか上げることができない。
魔法の熟練度は1回使用するたびに上昇する。魔法レベルが上がると威力がより大きくなり、グラフィックもより派手なものになる。入手したマナエネルギーの数より魔法レベルを上げることはできない。プリムの魔法のほとんどは町中で使えるが、敵の出ない所では熟練度の上昇は半減する。
マナエネルギーは、各地の神殿にあるマナの種子と聖剣を共鳴させることで入手できる。なお、シナリオの進行によって、入手マナエネルギーの表示が0になる期間があるが、その間もレベル7までは魔法レベルを上げることが可能である。
レベルが8になった魔法を使うと、たまにクリティカルヒットが発生するようになる。クリティカルヒット発生時は威力が上がる他演出も派手になり、さらに通常の魔法と異なり発動中は全てのキャラクターの動きが停止する。発生率はレベル8になった後の熟練度が高いほど上昇する。

### 武器
装備品に関して、防具は一般のRPG同様に店や敵が落とす宝箱から入手するが、武器は最初にレベル1の各武器をイベントなどで入手し、その後、ボス戦の勝利や宝箱などで武器パワーを得て、鍛冶屋のワッツに指定料金を支払い鍛えてもらうことで、次のレベルへと発展させるシステムを採用している。
武器は8種類存在し、すべての武器は最大9段階まで発展させることができるが、ストーリーを進行させるのみでは、ほとんどの武器レベルは限界まで上がらない。剣だけは特定の場面のみランク9に上げることが可能。
剣
今作の象徴でもある武器。バランスの取れた性能を持つ。フィールド上の草などを刈ることができる。また、特定の場面のみ「マナの剣」へとレベルアップする。なお、マナの剣を作る裏技が存在するが、この裏技を利用したマナの剣の状態でゲームを進めると確実にバグが発生する。
斧
振りがやや遅いが威力は高い。岩などの障害物を破砕することができる。
ヤリ
剣よりも長いリーチを持ち、それでいて扱いやすい。
ムチ
長いリーチを持つ。杭に引っ掛けて向こう側の崖へ飛び移るというアクションを可能とする。
弓矢
弧を描いて飛ぶ武器。動作は遅いがリーチが長く、段差の上下にいる敵にも攻撃しやすい。矢数に制限はない。
ブーメラン
投擲後、一定の距離まで到達すると手元に戻ってくる。
スピア
弓矢とほぼ同等の使い勝手をもつ。個数に制限はない。
グローブ
リーチは短いが動作が早い。ナックルダスターやセスタスの類が分類される。多彩なアクションが設定されており、プロレス技なども盛り込まれている。また、ダウン中の敵にタイミングよく攻撃をかけると投げ技に変化する。

### 宝箱
敵を倒すと宝箱を落とすことがある。また、ダンジョン内に宝箱が落ちていることもある。宝箱を振って開けることでアイテムを入手することができるが、敵が落とす宝箱には罠が仕掛けられている場合がある。終盤のダンジョンでは、宝箱から最強防具や武器のパワーなどが入手できる。このうちランディの最強頭部防具はあるダンジョンに出現する敵が持っているが一度クリアすると進入できない上に落とす確率がかなり低いため入手は困難である。

## ストーリー

### プロローグ
かつて「神々の戦い」と呼ばれる大戦があった。「マナ」の力を用いて非常に高度な文明を地上に構築した人類は、繁栄を極めていた。しかし、やがて文明により世界中のマナが枯渇すると、世界中の国々は残り少なくなったマナエネルギーの使用権利を巡った争いにより戦争が絶えなくなり、戦乱の中で「マナの要塞」が生み出された。
マナを動力とするそれを用いて、絶大な力を手にした驕り高ぶった人類に対して、神は一匹の獣「神獣」を遣わせた。要塞と神獣の戦いにより世界中は炎と毒に包まれ、多くのマナが失われ、地上の文明は破壊された。そんな中で、聖剣を携えた一人の人間によって要塞は落とされ、神獣も人々の前から姿を消し、世界は再び平和になった。そして時は流れ、歴史が繰り返されようとしていた。

### 序盤
16歳の少年・ランディは、村の悪ガキたちに連れられ、滝にあるという「お宝」探しに向かう。滝つぼに落ちたランディは謎の声に導かれ、安置されていた聖剣を引き抜いたことから、村近郊のモンスターたちが暴れ出す。
騎士ジェマのアドバイスにより、水の神殿の巫女ルサ・ルカに会ったランディは、マナの要塞を復活しようとしている「ヴァンドール帝国」の企みを防ぐべく、聖剣の力を回復させるため旅立つ。
始めは孤独な旅であったが、恋人を探す少女プリム、故郷に帰れなくなってしまった妖精族の少年ポポイと出会う。プリムの恋人ディラックが魔女エリニースの討伐に向かったまま帰って来ないため、一行は魔女の居城を訪れ、パンドーラ王国を狙うヴァンドール帝国の陰謀を知る。
その後、水の精霊ウンディーネや、地の精霊ノームの力を得て魔法を使えるようになった一行は、古代遺跡にてヴァンドール皇帝直属の親衛隊である帝国四天王タナトスと相対する。そんな中、世界征服を企てる「スコーピオン団」によって、水の神殿に安置されていたマナの種子が盗まれてしまうが、ランディたちの活躍によって取り戻す。しかし、帝国四天王ゲシュタールにルカが人質にされ、種子の封印が解かれてしまう。
記憶を取り戻したポポイを送り届けるため訪れた妖精村は、すでに帝国によって滅ぼされており、生き残りのポポイのじっちゃんから「マナが消えれば妖精たちも消える運命にある」と聞いたポポイは、帝国と戦うことを決意する。マタンゴ王国を訪れた一行は、北の洞窟にいる白竜の子供フラミーを保護する。
カッカラ王国の砂漠についた一行は、サンドシップのモリエール中佐に捕虜にされるが、そこにゲシュタール率いる帝国軍が襲来。一行はゲシュタールを撃退するが、サンドシップは失われてしまう。その後、火の神殿から「マナの種子」が盗まれ、さらには精霊サラマンダーまで拉致されたと聞き、ランディたちは氷の国へと向かう。
サラマンダーを拉致したスコーピオン団を撃退し、クリスタルパレスに巣食っていたフロストギガースを撃破して、元の姿であるサンタクロースに戻った彼は、過ちを認めランディたちに「マナの種子」を返却した。

### 中盤
ランディ一行は、敵の本拠地である帝国に乗り込み、レジスタンスのリーダー・クリスと知り合う。遺跡の深部で、タナトスにより洗脳されていたディラックはプリムを転移させるが、ランディによって洗脳が解かれ、タナトスの手に落ちかけていたプリムを取り戻す。こうしてタナトスは撤退した。
帰還したランディたちは、ヴァンドール皇帝からレジスタンスに「和解の申し入れ」があったことを聞かされるが、それは聖剣の勇者一行を始末するための罠で投獄されてしまう。その後、ゲシュタールが戦いを挑んでくるが、倒された彼は死の間際に罠を発動させ、道連れにしようとする。そこへ成長した白竜の子供フラミーとトリュフォー王が救援に駆けつけ、一行は帝国を後にする。
賢者ジャッハの居場所がマンテン山の頂上であることを教えられるた一行は、早速賢者のもとを訪ねるも弟子のジーコしかいなかった。ジーコに言われるまま、闇の神殿、黄金の町、月の神殿、タスマニカ共和国と回るランディたち。共和国ではタスマニカ国王からスパイ容疑をかけられ処刑されそうになるが、駆けつけたジェマが国王が偽物であると見抜き、これを打ち破ったランディたちは再び賢者のもとを訪れる。
ジーコから「真の勇気を得るための試練」を課せられ、ランディたちは自分自身である「シャドウ」を打ち倒す。実はジーコこそが「賢者ジャッハ」であり、彼らが精神的に成長するまであちこち振り回しながらも見守っていた。勇気、知恵、愛の三つの力を合わせれば、どんな困難も乗り越えて行けると諭された後、帝国が「マナの神殿」へ向かったことを教えられる。
サンゴ礁にあるマナの神殿へ向かうランディたちの前に帝国四天王リーダー格であるシークが立ち塞がる。シークを倒し祭壇へ向かうと、そこにはタナトスに力を封じられた木の精霊ドリアードがいて仲間にする。しかし、既に各地の神殿の封印は解かれてしまっていた。マナの神殿が浮上する中、ランディたちは脱出。皇帝の狙いは神殿地下にある「マナの要塞」にあった。

### 終盤
ジェマやクリスたちの力を借りつつ、ランディたちは地底都市へと乗り込む。そこへスコーピオン団が立ち塞がる。ランディを偽勇者と決めつけ、聖剣を奪い取ろうとデスマシーンをけしかけるが、障害にすらならず大破。ランディを本物の勇者と認識を改め、慌てて逃げて行った。
地底都市を経由したランディたちは、マナの神殿内部へ再度突入する。その先の祭壇では、タナトスとファウナッハは共謀して皇帝を殺害し、マナの要塞を我が物にしようとしていた。タナトスは要塞区画へ向かい、ランディたちの前にファウナッハが立ち塞がるが、ランディたちはこれを打ち破る。
ランディたちは、タナトスを追ってマナの要塞区画へと足を踏み入れる。ランディたちは死んだはずのゲシュタールを打ち倒すが、ついにマナの要塞が浮上を始めてしまう。ジェマは、マナの聖剣に本来の力を取り戻させるべく、「マナの聖地」を目指すように助言する。聖地は普段は「分厚い雲」に覆われていて進入できないが、要塞が復活した今ならマナの減少の影響を受け、雲も晴れているはずだという。
マナの聖地深部にてランディたちは「マナの木」を発見するが、タナトスが放った要塞からの一撃により崩壊してしまった。途方に暮れるランディたちに応えたのは、マナの木そのものであった。実はマナの木の正体は、ランディの母親であった。

### ラスト
このままマナが失われれば、世界中に散っていた「神の獣」が一つに合一し、「神獣」が生まれてしまう。母は最期の力を用いて聖剣の力を解放し、真の力を取り戻させる。こうして名実ともに「聖剣の勇者」となったランディは、世界を救うべく最後の戦いの地、マナの要塞へと突入する。
要塞深部ではタナトスが待ち構えており、プリムの怒りの前にタナトスの肉体は滅んだが、ディラックへの乗り移りが行われてしまう。しかし、ディラックは最期の力を用いて抗い、タナトスの正体を暴く。これらの真実を告げたディラックは、プリムのことをランディに託し自害。肉体を失ったタナトスは怒り狂い、イチかバチかランディたちの肉体を奪おうとダークリッチとしての正体を現したが、ランディたちによって撃破され、不滅の魂は怨念諸共消え去った。
タナトスを倒すも、既に神獣は降臨してしまっていた。このままでは凶暴化した神獣によって、地上は破壊し尽くされてしまう。それを止めることができるのは、マナの聖剣を持つランディのみ。しかし、神獣は枯渇したマナを回復させられる唯一の存在。ポポイはマナの減少の影響により身体に変調をきたしており、消滅の危機が迫っていた。
神獣を倒すことはできないと悲しみに暮れるランディだが、ポポイの言葉によって奮起。タナトスが倒れたことでドリアードの力も復活し、プリムとポポイの魔法によって「マナの聖剣」は完全に蘇った。こうして神獣は、聖剣の勇者によってその身を砕かれ、世界は救われた。
役目を果たした聖剣はランディの手により、再びポトス村の滝へと戻された。そして、ポポイもまた故郷へ戻ってきていた。マナが消えたことで世界は二つに別れ、ポポイは姿こそ見えなくなってしまったが確かにそこに存在していた。

## 設定

### 世界設定
本作品および聖剣伝説シリーズを象徴する概念として「マナ」があげられる。マナとは、世界中に存在する魔力のような神秘的な力のことである。この節では、本作品においてマナに関係するものを説明する。
マナ
この世界中に普遍的に存在しているエネルギーで、魔法もマナを利用して使用される。しかし、マナは無限ではなく有限であり、自然回復する量を上回ると世界中でマナは枯渇してしまう。後述のマナの神獣でないと短時間で大量のマナを回復させることはできない。
古代時代ではマナをエネルギー資源として利用することにより成立した現代社会を上回ると思われる高度な文明が栄えていたが、日常的に大量にマナエネルギーを消費した結果、世界規模でのマナの枯渇を招き、世界中の国家が残り少ないマナエネルギーの使用権利を巡って終わりのない資源戦争を引き起こした。マナの要塞はそうした時代の末期に生み出された究極の空中要塞であった。
妖精族などの種族はマナと共にあるため、マナがなくなると他の生物からの存在が自覚できなくなる。
マナの木
声 - 潘恵子（SECRET of MANA）
世界のどこかにある、マナの聖地に生えている巨木。マナの聖地から世界を見守っているという。
失踪したとされているランディの母親はマナの木だったということが聖地において判明している。実は精霊の血を引く女性は子を生した後、マナの木となって世界を見守る定めにある。
マナの剣
時代とともに数々の名前を持ち、世界に災厄が訪れるたびに現れた勇者が携えていたと言われる聖剣。作中ではポトス村の滝に安置されており、言い伝えでは村を守っていたと言われている。誰にも引き抜けないと言われていたが、マナの血族であるランディによって引き抜かれてしまい、その結果モンスターが現れるようになった。またランディが引き抜いた当初は力を失っていた。帝国の暗躍によってマナのバランスが崩れたため、残った最後の力でランディに聖剣を引き抜かせた。
マナの種
全部で8つあり、世界各地に存在する神殿に安置されている。マナの剣と共鳴することで力を得ることができる。またマナの要塞が秘匿されたマナの神殿を封印する役割も持っている。すべての種子が解放されるとマナの神殿が浮上してしまう。
マナの神殿
珊瑚礁に囲まれ、封印された古代大陸の上に存在する神殿。古代大陸が浮上していない間は、神殿そのものの規模は風の神殿に次いで小さい。実は最下部には古代の地底都市が存在しており、さらには神殿からはマナの要塞が封印された区画へ行くこともできる。
マナの聖地
峻険と樹海と厚い雲に囲まれた、世界のどこかに存在する禁断の聖地。マナの木が生えていると言われている。劇中で最高クラスの難易度を誇り、マナの神殿とはくらべものにならない強敵が跋扈している。
マナの種族
聖剣「マナの剣」を受け継ぐ、精霊の血を引く一族。種族の女は子孫を残すとマナの木となり世界を見守り続け、種族の男は聖剣を手に取り平和と秩序を守らねばならない。
マナの要塞
本作の争点となる遺物であり、その正体はかつて「空中要塞ギガント」と呼ばれていた巨大な兵器。太古の人々はマナの力を利用した文明を築いて栄えたが、マナが減少すると残り少ないマナエネルギーの使用権利を巡り世界中で紛争が絶えなくなる。そんな戦乱の果てに生み出されたのが、大量のマナを動力として稼動する破壊の象徴「マナの要塞」であった。神々の怒りに触れる原因となり、神獣との激しい戦闘によって世界中に破壊と毒を撒き散らしたが、当時の聖剣の勇者によって落とされて、朽ちたとされた。実際はサンゴ礁に囲まれたマナの神殿の地下に封印されており、ヴァンドール帝国は世界征服と強大な力の入手のため、要塞を復活させるべく暗躍する。
一般的にはおとぎ話に伝わるものとして実在すら疑われる存在だが、各国の指導部は要塞が実在したことは知っており、帝国が要塞を我が物にしようとする行動に危機感を抱いている。
武装は主砲の存在が確認されており、作中では一撃でマナの木を破壊するほどの威力を持つ。また、要塞本体はバリアで守られており、要塞浮上直後は侵入することすらできないが、要塞が世界中の残り少ないマナを吸い続けた結果、バリアへ回すだけのエネルギーの余裕を失ってしまい、侵入が可能となる。
神獣（しんじゅう）
本作のラストボス。かつてマナの要塞に罰を与えるため、神々によって遣わされたと言われる獣。「マナの神獣」とも呼ばれる。マナそのものでもあるためマナの剣でしかダメージを与えられない。
その昔、要塞と神獣の戦いは熾烈を極め、当時の文明が消失し、マナも完全枯渇寸前に陥るほどの被害を引き起こしたとされる。マタンゴ王国では、四季の森を飛び交う生物を「神の獣」と呼んでおり、神獣とは別物と見ている。しかし、実際はこの「神の獣」が合一したものが「神獣」である。外見はフラミーと似ており、大きな違いは肌が黒紫であること（ランディは元々は同じ種族なのではないかと指摘している）。短期間でマナを大量回復させることができる唯一の存在だが、マナが急速に失われると反動で凶暴になるという性質を持つ。
タナトスによってマナの要塞が起動した結果、マナが急速に減少したことで凶暴化し全ての神獣が合一して生まれ、もはや神獣の降臨は避けられない状態となっており、このままマナの要塞と戦いが始まれば世界が滅亡する危険性がある。ランディたちはマナの要塞を操るタナトスを倒し、最後に神獣と戦うこととなる。しかし、神獣の消滅はポポイとこの世界の分離を意味するものでもあった。タナトスが倒されたことでドリアードの力が解放されマナの剣を発動させることが可能となり、プリムとポポイの手によってマナの剣は真の力を解放。人に罰を与えるために遣わされた神獣は、悲しみを乗り越えた少年たちの力によって倒された。砕け散った神獣は雪となり、まるで戦いの終わりを告げるように世界中に降り注いだ。

### 舞台

#### ポトス村周辺
ポトス村
ランディの故郷の小さな村。パンドーラ王国領であるガイア低地北東部に位置する。村の西側に立ち入りを禁じられている滝があり、滝つぼの付近に村を守る聖剣が岩に刺さっている。よそ者に対しては排他的な一面がある。
ニキータの店
「ニキータの店」と書かれた看板が近くにある怪しい一軒家。ニキータが店を営んでいる。
水の神殿
ルサ・ルカが住んでいる神殿。神殿の内部は空洞になっており、無数の水が流れ落ちている。入り口から祭壇まで空中を渡る長い階段が設けられており、地下には牢も備えられている。

#### パンドーラ王国
主要大陸南東にある巨大な低地帯「ガイア低地」にある王国。水の神殿から流れてくる水流で町の隅々にまで水路が設けられており、都市の入り口には門番を備える。タスマニカ共和国とは同盟関係にあり、世界支配を進めるヴァンドール帝国に対抗している大国の一つ。魔女により国中の人間が精気を抜かれて骨抜き状態にされており、帝国からの侵攻に脅えていた。町の南部には古代遺跡がある。十五年前の戦争では共和国と共に戦争を戦い抜いており、人々に精気が持った際に帝国の放ったモンスターによる侵攻を撃退するなど、軍事力はそれなりに高い模様。
ガイアのへそ
ガイア低地西部にある螺旋状に崖が折り重なる地形の中心にある洞窟。洞窟の中にはドワーフたちが住み着き、地下の中から楽しげな音が響く。最深部には地下神殿（地の神殿）があり、マナの種子の一つが安置されている。
キッポ村
ガイア低地南西部に位置するパンドーラ王国領の小さな村。ディラックの家族、大砲屋の兄弟などが住む。
妖魔の森
ガイアのへそから北にある、いばらと霧に包まれた森。森の奥には魔女エリニースが住む城がある。パンドーラ王国の魔女討伐隊に所属した兵士が捕らわれており、エリニースが人々の生気を奪っている。

#### 大森林
マンテン山脈の麓からカッカラ砂漠との境目まで、広大な地域が緑に覆われている。四季の森やポポイの故郷・妖精村などがある。パンドーラ王国側からは通称で「上の大地」とも呼ばれる。
四季の森
春夏秋冬の四季によって彩られた森。時折、神獣が上空を飛行している。
妖精村
ポポイの故郷。帝国からの侵略を受け、村人の妖精たちは一人もいなくなり、家も破壊されて廃墟と化した。村の奥に風の神殿がある。

#### マタンゴ王国
四季の森の北西の洞窟を抜けたところにあるマタンゴ族の王国。国中に木ほどの大きさの無数のキノコが生えていて、城、店、民家の中では、布団の代わりに藁が使われている。住民の姿形はマイコニドに酷似しているが、知的かつ善良な種族であり、独特の挨拶の言葉を持つ。脆弱なためにモンスターと戦うことはできず、その代わり彼らの先祖は白い竜を操り乗用に使役していたという。現在ではその白い竜たちも姿を消し、竜を操る術も伝承が途絶えたというが、一方でその伝説の白い竜を目撃したという話もある。
マッシュ城
国王トリュフォーが住む城。先代王はマツケタン。

#### カッカラ砂漠
主要大陸北西部に位置するどこまで行っても砂と岩しか無い、広大な砂漠。砂漠の中央にはカッカラ王国が存在し、西には火の神殿が、東には星の砂漠と月の神殿がある。タスマニカ共和国のサンドシップが航行し、ヴァンドール帝国が火の神殿に近づかないように巡回している。
星の砂漠には、所々岩石に混じって星の岩が埋もれる。
カッカラ王国
カッカラ砂漠の中央に位置する王国。マナの減少によってオアシスの水が干上がってしまい、滅亡の危機に瀕する。
火の神殿
カッカラ王国の西にある神殿。火のマナの種子が安置されていたが、何者かによって持ち去られている。
宇宙の海
カッカラ王国の北東にある。対岸に月の神殿が存在する。カロンが渡し守をしている。
月の神殿
マナの種子が安置され、月の精霊ルナがいる。神殿内部は無限に広がる宇宙空間の幻影が広がっており、かつては「ぷらねたりうむ」と呼ばれていた。

#### 氷の国
世界極北に位置する一年中氷に囲まれた陸地にある国。光輝くクリスタルフォレストの中に、トド村、南国村、氷の巨城・クリスタルパレスなどがある。
トド村
トドたちが住む村。マナの減少により気温が上昇し始め、住人にとっては暮らしにくい環境となりつつある。
クリスタルフォレスト
樹氷と思われる神秘的に輝く木々の連なる林。物静かな雰囲気だが、林の中にはジャッカルなどが住み着いているので想像以上に危険。
サンタクロースの家
サンタクロースの家だがサンタはどこかへ行方不明になっており、トナカイが泣きながら帰りを待っている。
南国村
スコーピオン団が作ったリゾート地。サラマンダーの力によって温暖な気候を保っている。極寒の地に大量のエネルギーを浪費して南国のように暖かくして、真夏のような格好で暮らすという贅沢を味わえる。帝国ではここに住むことが金持ちの最高のステータスとされる。そのため帝国や黄金島からの移住者が多い。サラマンダー解放後は元の極寒の地へと戻り、住人も引き払うこととなる。
クリスタルパレス
クリスタルフォレストを抜けた先に突如として現れる巨大な城。青白く明滅する様は神秘的だが何か危険そうな雰囲気も漂う。内部には大きな図書室がある。元は魔物は住んでいなかったが、突如魔物の住処となった。

#### ヴァンドール帝国
東大陸全域を領有するヴァンドール皇帝の治める帝国。作中では単に帝国と呼ばれることが多く、世界最大の軍事力を持つ。かつては平和な国家だったが、15年前に皇帝が突如豹変し、タスマニカ共和国とパンドーラ王国に戦争を挑み敗北。それ以降は世界統一を目標に掲げ国民に重税を掛けて軍事力を強化、モンスターの軍隊まで創設しており、帝国城内は魔物でいっぱいな状態となっている。帝国民の中には皇帝の考えに不信感を持つ者や世界中に拡大する戦争に脅えている者もいる。世界中のマナの神殿の封印を解くことでマナの要塞を復活させ、世界の覇権を狙う。帝国本土の大陸にあるサウスタウン・ノースタウンのほか、黄金島も帝国の領土である。
サウスタウン
帝国本国領の南側にある街。ノースタウンほど大きくはないが、常に帝国の兵士が巡回している。レジスタンスのスパイが住んでおり、下水道を通じてノースタウンへ行くことができる。
ノースタウン
帝国本国領の北側にある大都市。「皇帝陛下のお膝元」とも呼ばれている帝国の首都で、北には皇帝の城が、北東には帝国古代遺跡寺院がある。帝国の兵士がレジスタンスのアジト（カフェ、下水道の集会所）を探っているが、発見には至っていない。
皇帝宮殿
ヴァンドール皇帝の居城。帝国首都ノースタウンの最北に位置する。平和だった頃は城の中でパーティーが行われるほどだったが、現在ではモンスターの軍団を編成したため、城内も魔物たちの巣窟となり、大型モンスターも飼育されている。食堂と会議室と兵士宿舎と地下牢がある。ゲーム中ではここの最上階でゲシュタール（マシンライダー2）と戦うことになる。瀕死のゲシュタールに火を放たれてからは立ち入り禁止となった。
黄金島
世界の中央に位置する島。町の名前はゴールドシティ。帝国領で黄金の塔（光の神殿）がある。街の全てが黄金でできており、島民もハングリー精神の強い人ばかりか、既にお金持ちの人ばかりである。世界一豊かな島を自認するが、物価も高い。石や岩を光の古代魔法「錬金術」で金に変えて構築された都市であるため、金の重みで少しずつ沈下しており、事実を知った一部の住民は氷の国の南国村に逃亡している。しかし、光の精霊であるウィル・オ・ウィスプの力がなくなれば徐々に元の物質に戻っていくだろうとのこと。

#### マンテン山
主要大陸南西部にある世界最高峰の山脈地帯。西にマンダーラ村、山頂へ向かう途中の道に闇の神殿、山頂には賢者ジャッハの住む洞窟がある。
マンダーラ
マンテン山の上層にあるマナの信仰が深い村で、村の寺院には戦争の記録が残されたクリスタルオーブが祭られている。
闇の神殿
マンテン山の中腹にある。入り口が洞窟のようになっている。マナの種子が安置されている。
山頂
山の山頂には賢者ジャッハが住む洞窟があり、中には試練の回廊と呼ばれる広大な空間が広がる。その最深部には、自分に打ち勝つための試練が待ち受けているという。

#### タスマニカ共和国
マンテン山の西に位置する国家。パンドーラ王国とは同盟関係にあり、帝国に対抗している大国の一つ。本来は海洋国家だが、現在はマナの減少により海が荒れて出航できないため、国民は城内で家業を営んで生活している。国土のような場所は、今のところ見当たらない様子。15年前に一度帝国との間で戦争があった。同盟国の中で最も激しく帝国と対立している国家で、帝国が共和国王の暗殺を狙ったり、サンドシップをカッカラ砂漠に派遣して帝国からマナの神殿を守ったりしている。古代大陸が浮上した時には、帝国より先にマナの要塞を確保するために軍隊を派遣する。
サンドシップ
カッカラ砂漠を彷徨っていたランディたちが遭遇した船。タスマニカ共和国の騎士・メレリア提督の孫・モリエールが仕切っているが、自己中心的で兵士たちの評判は悪い。作中ではヴァンドール四天王のゲジュタールによる帝国の攻撃を受け、ランディたちが帝国を退けることに成功したが、船は破壊されてしまった。
レムリアン城
タスマニカ共和国の城。城内が丸ごと街となっており、事実上のタスマニカ首都。これは15年前の戦争の際、セリンが国民を城内に避難させたことがきっかけである。帝国のスパイ（シーク）が潜りこんでいた。

#### その他の地域
古代大陸
封印されて水没した大陸。古代の地下都市や大神殿が眠っている。
魔界
ランディたちの住む世界とは別にある、強大な力を持つ魔物たちの支配する世界。他者への怒り、憎しみ、恨み、負の感情の連鎖により生み出される、破壊と蹂躙の世界。
人間は、その魂と引き替えに魔界と契約し、モンスター化などの強大な力を手にすることもできるが、多くの場合、その先には破壊が待っている。ヴァンドール皇帝や、その配下の四天王が強大な力を得られたのは、魔界と契約したことが理由。
闇の精霊シェイドは、かつて魔界の王だったが、古の勇者により封印され、闇の精霊となった（『聖剣伝説2 SECRET of MANA 公式設定資料集＋完全攻略ガイド』より）。ゲーム中では名称、存在のみが明かされている。
マナの神殿 / 大神殿
木の精霊ドリアードが住む神殿。地下には大神殿があり、古代大陸の浮上と共に出現する。神殿の中は広大で、奥へ進むには精霊たちの力が必要である。最深部にマナの要塞が封印されており、その封印が解けると古代大陸は再度沈没しマナの神殿に戻る。長大なダンジョンであり、登場するボスモンスターも最も多い。
亀の甲ら島
タスマニカとカッカラの間の海に浮かぶ小島。ヴァンドール帝国から逃げてきた元王族、子供同士の夫婦など、様々な事情を持つ人が隠遁生活を送っている。実は巨大な亀の甲羅の上にある。何の産物もないように見える島だが、他には無いある希少品・アメフラシのしっぽが存在する。
灯台
ガイア低地南の孤島に立つ灯台。海が荒れて船が通らなくなった今でも、灯台守のピカールが1人で海を見守っている。

## 登場人物
担当声優は「ロード オブ ヴァーミリオンシリーズ」および『SECRET of MANA』でのもの。

### パーティーメンバー
ゲーム発売前、情報公開の始まった時期には、前作『聖剣伝説 〜ファイナルファンタジー外伝〜』のようにパーティ3人に固有の名前は設定されておらず、生い立ちなどの設定のみされていたが、開発途中で方針が変更されて固有名が設定された。名前は自由に変更可能だが、『SECRET of MANA』で変更した場合はボイスで呼ばれなくなる。
ランディ（Randi）
声 - 小野賢章
本作の主人公。16歳。身長174センチメートル・体重62キログラム。
幼い頃、母親と共にポトス村に来たが、まもなく母親が失踪したため、村長の家で育つ。気弱な性格で、さらに村の出生ではないため、周囲からよそ者として扱われていた。聖剣を抜いたことをきっかけにモンスターが出現し、村に現れたマンティスアントに襲われるが、謎の男ジェマのアドバイスによりマンティスアントは倒された。直後に聖剣をジェマに押しつけようとしたが、「力を失った聖剣を元に戻せるのは引き抜いた者だけ」と諭される。しかし村人たちはランディがこのまま村にいれば再びモンスターが現れると思い込み、村から追い出される形で旅立つこととなった。最初は気弱だったが、冒険を経て聖剣の勇者に相応しい人物へと成長する。
洗脳されていたとはいえプリムを裏切ったディラックに対し激しい怒りを見せるなど、中盤以降は臆病さは鳴りを潜めている。また当初は子供ということで帝国側（タナトス）から「聖剣の伝説も高が知れている」と甘く見られていたものの、中盤以降はタナトスやゲシュタールが立て続けに遅れを取ったことから皇帝から「一筋縄ではいかない」と一目置かれるようになる。
実はマナの血統を受け継いだ由緒正しい「勇者」であり、母親はマナの聖地でマナの樹となっていた。しかし再会後間もなくタナトスが放ったマナの要塞の一撃により樹は崩壊。わずかな一時だけ母親と会話を交わし、最後に「母親らしいことは何もできなかった」と謝罪の言葉を向けられた。また父親は共和国の騎士セリンであり、15年前の戦争で皇帝を倒したが、間もなく魔界の力を得て皇帝が復活。再び皇帝を倒すべく聖剣を求めてポトス村の滝まで辿り着くも、先の皇帝との戦いで負った致命傷が元で力尽きてしまったというのが真相だった。ランディが聖剣を引き抜く際に見た幽霊はセリンその人であり、はからずも父の遺志を息子が引き継ぐ形となった。
エンディングではプリムと別れ、聖剣を元の場所へと戻し村へと帰っていった。
聖剣と魔法の力がぶつかると生命に危険がおよぶため魔法を使うことはできないが、魔法の効果を受けることは問題ない。防具面では、ランディ専用またはランディだけ装備できない防具が多い。
『SECRET of MANA』で追加されたイベントでは、手にした聖剣に目を輝かせ試し切りをしようとしたり、プリムにからかわれて尻にしかれるなどが描かれた。プリムから次第に成長を認められ、「ちょっとはたくましくなった」、「（剣士として）とてもたくましくなった」、「聖剣の輝きに負けないくらい成長した」と評されている。またポトス村から追放されたものの怨みはなく、よそ者の自分を育ててくれた村長や村の人たちに感謝をしている。世界を守るのはポトス村のためでもあると語った。また終盤では父と母の遺志を継ぎ、マナの血族として世界を守ることを誓った。
『SECRET of MANA』『ECHOES of MANA』の情報によると、レジスタンスのリーダー・クリスにほのかに想いを寄せているとのこと。
プリム（Primm）
声 - 山本希望
本作のヒロイン。パンドーラ王国の大臣の娘。17歳。身長165センチメートル・体重48キログラム。一人称は「私」、もしくは「あたし」。エルフのように少しだけ耳が尖っているのが特徴。
幼い頃に母を失くし、父親一人の手で育てられた。その父親も頭を悩ませるほど気の強い性格。娘の恋人が田舎出身の兵士であることを疎んだ父親エルマンにより、その恋人であるディラックは魔女エリニースの討伐に向かわされてしまう。エルマンはこのタイミングでさらに見合いを行い、本格的にプリムとディラックを引き離しにかかる。エルマンとの大喧嘩の末、ディラックを追ってプリムもパンドーラの街を飛び出す。その途中でランディと出会い同行することとなるが、進行次第で仲間になる経緯や初めて会うタイミングが異なる。
同郷のパメラとは親友だが、彼女がディラックに想いを寄せていることには気付いておらず、いつも彼女の前でディラックの話をしていた。ランディのクリスに対する言動に腕を組んで憎まれ口を叩いた時は、ポポイから妬いているとからかわれ、「私はディラック一筋」と反論している。エンディング後はランディと共に世界を旅し、それぞれの帰るべき場所へ帰っていった。
精霊の力を得ることで主に回復と支援魔法を使いこなすようになる。ビキニやレオタード、チャイナドレスなどプリム専用の女性用防具が中盤から手に入る。『聖剣伝説2 基礎知識編』に、「ルビーアーメット」というプリム専用防具が掲載されているが、ゲーム中には登場していない。
PS4版ではコスチュームの変更が実装され、上記のような衣装が反映されるようになったほか、「タイガービキニ」「モーグリのぬいぐるみ」のダウンロードコードが購入特典で付属されている。攻略本には「チャイナドレス」のダウンロードコードが付属された。アバターを変更することで唯一髪型が変わる（お団子になる）。
『SECRET of MANA』では、追加イベントによりディラックに惚れた理由が語られた。高所恐怖症であることも判明し、ポポイにからかわれている。ルサ・ルカの若さに興味を示し永遠の若さに憧れる、ディラックの性格に惚れるなど少女らしい部分が強調されている。何かにつけて自分を「可愛い」「優しい」「おしとやか」と述べている。クリスに鼻の下を伸ばしたランディを見て、クリスに対抗意識を燃やして「自分の方が髪が長くて綺麗で、胸はスレンダー」と告げた。
ポポイ（Popoi）
声 - 水野マリコ（『LoVA』）→ 加藤英美里（『SECRET of MANA』）
帝国軍に襲われた妖精族の村の生き残り。ランディを「ニイちゃん」、プリムを「ネエちゃん」と呼ぶ。身長95センチメートル・体重32キログラム。
記憶を失っており、洪水でガイアのヘソに流されてきたところをドワーフの村長に保護される。ドワーフの村の見せ物小屋にてランディたちと出会い、同行することになる（進行次第ではプリムより先に仲間にできる）。
「ポポイ」という名前は仲間になる際にランディにつけてもらった。ヒネくれてスレたところがあり、ランディたちを子分と呼ぶ、ムキになって口論する、ぶりっこをするなど基本的には幼く生意気で計算高いが、芯があり知性が高い。やんちゃでよく悪知恵が働き、自身が故郷に帰る資金繰りのため見世物小屋をドワーフ村の村長に提案したり、サンドシップではほぼ話術のみで見張りの兵士を撤退させた。マナの樹が倒された時は二人を励まし、神獣との戦いでは自らランディを諭した。二人には弟分として可愛がられている。
エンディングでは神獣の消滅に伴いマナが消えてしまったため姿が見えなくなってしまう。
精霊の力を得ることで多彩な攻撃魔法の使い手となる。一人称は「オイラ」だが、公式設定によると性別は不明。明らかに女性装備のビキニやレオタードは装備できないが、ランディかプリムが装備できない防具はあっても、ポポイだけが装備できない防具は無いなど、防具面で恵まれている。
『SECRET of MANA』で追加されたイベントでは、世間知らずの面が強調されており、やや食材に関する発言が多く食いしん坊。やたらとプリムのことをからかっては怒らせている。

### ポトス村周辺
ボブ
ポトス村に住む金髪の体格の良い少年。祖母の「昔、村はずれの滝で光り輝くものを見た」という発言をもとに、ランディとネスを連れて、村はずれの滝へ宝探しに出かける。しかし、ランディが手にした宝が聖剣であり、それによってモンスターが暴れ出したと知った時は一方的にランディを責めた。ガキ大将を思わせる見た目や態度とは裏腹に、モンスターの前で縮こまって震え上がるなど実際は臆病者である。
ネス
ポトス村に住むとんがり帽子をかぶった小柄な少年。ランディ・ボブと共に村はずれの滝へ宝探しに出かける。宝探しにドジなランディを連れて行くのを良く思っていなかったが、ボブが反対しなかったらしい。ボブと同様、聖剣を引き抜いたランディを責めていた。
ポトス村の村長
ランディを引き取り育てた老人。ランディが聖剣を引き抜いたことで村を危機に陥れてしまい、よそ者であるため庇い切れないとして村から追放すると決断を下した。旅立つ前に話しかけるとランディの母について教えてくれる。
ルサ・ルカ
声 - 釘宮理恵
水の神殿の巫女。碧髪・紅瞳で巫女の装束を着用し、見た目は少女だが年齢は200歳を超える。一人称は「ワシ」で、喋り方はやや古風。水の流れを通じて世界のあらゆる出来事を知ることができる。ゲシュタールに人質にされた後、解放されたが終盤では再び現れた帝国側により、水の神殿の地下に幽閉されてしまう。
『SECRET of MANA』では、村を追い出されたばかりのランディが自身の境遇に嘆いている際に、念話を送って彼を励ますイベントが追加されている。また、ランディから「自分と同じか下くらいの少女」と言われた他、若さを保つ秘訣についてプリムは「ウンディーネの力がこもった水を毎日浴びている」と推測した。
ニキータ
長靴を履いた猫の商人。がめつい性格で、金のある相手としか商売をしない。水の神殿近くに大きな自分の店を構え、宿泊業とアイテム販売を手広く行っている他、それだけでも飽きたらず頻繁に外商に出掛け、危険なダンジョン内や牢獄の中でも図太く商売に励んでいる。ダンジョンで出会うとアイテムを売買してくれるが、その売値は通常の倍の価格である。また、出張サービスでセーブもしてくれる。身長135センチメートル・体重30キログラム。
『SECRET of MANA』では、レジスタンスに協力するランディたちの前に現れ、同情を誘って商品を売りつけようとするが、勝手に商売をしていたので帝国兵に追いかけられてしまう。
ワッツ
ドワーフの鍛冶職人。105歳。ガイアのへその中腹部にあるドワーフ村で鍛冶屋を営む。ランディの錆びついたままの聖剣を見て、あまりに酷い錆び方だったことから打ち直してくれる。その剣が伝説に名高い聖剣だと知り、以後、聖剣の行く末を見たいとランディたちを追いかけるようになった。聖剣を鍛えた際に、彼のハンマーは聖剣のパワーが宿ったが「聖剣が近くにある状態」でなければ効果を発揮しない。そのためコノハンマーで武器を鍛えてもただの武器にしかならない。その他、聖剣以外の武器も、武器パワーが溜まり次第鍛えてくれる。ランディたちがガイア台地で活動している間はガイアのへそに居るが、四季の森へ移動してからは行く先々で会うようになる。身長185センチ。体重80キログラム。
『SECRET of MANA』では、ランディに旅について行くのは、ドワーフ村の村長からポポイのお目付け役を頼まれたからということが明かされた。
ドワーフ村の村長
ドワーフの村を治める村長。記憶を失ったポポイを拾い、めんどうを見ていた。ポポイに唆されて妖精の村に帰るための旅費を稼ぐため、村の奥で見世物小屋を経営していた。見世物小屋ではポポイをちびっ子ハンマーで小人化させて、より妖精らしく見せていた。ちびっ子ハンマーは後にランディたちに「わざわざ会いに来たお礼」として手渡す。ポポイのことは身内同然に思い、親身になっていた様子。
『SECRET of MANA』で追加されたイベントでは、上記の見世物小屋の芝居に引っかかったのは「ランディ（とプリム）だけ」であることが明かされている。

### パンドーラ王国
ディラック
声 - 佐藤拓也
パンドーラ国の騎士で階級は少佐。プリムの恋人。パンドーラの東にある村の出身。実家には老齢の両親がいるが、仕事が忙しく滅多に帰れない。プリムの父エルマンは貴族との結婚を望んでおり、一兵士である彼の身分を快く思っていなかったため、策略により魔女討伐に向かわされ、エリニースに魂を抜かれてしまった上で、帝国四天王のタナトスのもとへ転送されてしまう。タナトスの術によって操り人形となったが、術にかかりにくかったことから正体を勘付かれてしまう。
その正体は、何十年かに一度生まれるという「闇の血」を持った存在。何者かに力を封印されたため、反動で正義感の強い性格となった。その闇の力に目をつけられ、限界が来ているタナトスの次の体に選ばれた。一度は心を完全に操られプリムを手にかけたが、ランディの怒りの一撃によって再び正気を取り戻した。その後、タナトスに連れ去られ、マナの要塞深部にて体を乗っ取られたが、自らの精神力を全て使い、タナトスの正体を暴きプリムたちに告げた。そして自害という結末をもってタナトスに抗い、最後にランディにプリムのことを託した。
『SECRET of MANA』では追加イベントによりプリムの口から彼の人となりが語られている。一言で言えば王子様タイプの人格者。美形の剣士で困っている人は放っておけない強い正義感の持ち主。プリムに会うたびに花をプレゼントしたり、勉強を教えてくれたりもしていた。また花の名前や花言葉に詳しく、話し上手で博学。部下に不平不満があれば、上司に訴えて改善しようとする。これらのことからプリムは「添い遂げるならこの人しかいない」と考えるようになったという。
パメラ
声 - 渡谷美帆
プリムの親友で、パンドーラの城下町で祖父母と共に暮らしている少女。ディラック同様、タナトスに生気を抜かれてさらわれる。これについては、「生気を抜かれた祖母を助けようとして巻き込まれてしまった」と祖母の口から語られている。ディラックに思いを寄せていたが、ディラックへの恋話ばかりするプリムを気にして黙っていた。さらわれた後は、パンドーラ古代遺跡、帝国古代遺跡寺院をタナトス、ディラックと共に転々としていた。タナトスによって精神的な傷を負っていたため、帝国古代遺跡寺院で再会した時にはプリムへの嫉妬と現在は自分がディラックの側に居ることで過剰な優越感に浸っていたが、救出後はレジスタンスの医師の治療を受けて回復した。その後、マナの神殿でプリムと和解する。
エルマン
プリムの父親。パンドーラ国の大臣。ディラックとプリムの仲を裂こうとし、ディラックを魔女の森に派遣したうえに、プリムに無理矢理お見合いをさせたため家を飛び出されてしまう。娘のことを心配する余り元気を失ってしまっている。
『SECRET of MANA』では白髪と髭を蓄えた老齢の人物として描写された。プリム同様耳が尖っている。また彼が見合い相手に選んだのは、「泣き虫のファザコンでカッコよくない男」だったことが判明。プリムが怒って跳び出した原因の一つに挙げられている。
エリニース
北の魔女。妖魔の森の奥にある城に住んでいる。過去、ガイアのへそにある地底神殿の入り口を封印した。魔力を保つために薬草を用いていたが、最近では薬草が採取できず難儀していた。そこへタナトスとの取引に応じ、薬草と引き換えに手先となり、パンドーラの人々やディラックの生気を奪った。ペットに「タイガーキメラ」を飼っている。魔力が無くなると覇気を無くし、ただの老婆になってしまう。タイガーキメラ撃破後に、一行を城の外に転送して以後は完全に魔力を失った。
『SECRET of MANA』では転送はせず、話しかけると老婆化してしまう。

### 大森林
トリュフォー
声 - 松重慎
マタンゴ王国の王。王冠を載せ、口髭を生やしている。向こう見ずな性格であり、気さくな口調で態度も軽いが度量は広い。ランディたちが窮地に立たされた時、大きくなったフラミーの背に乗って助けに来た。フラミーの名付け親であり、我が子のように可愛がっていたため、フラミーがランディたちと同行すると寂しがっている。
フラミー
伝説の白竜の子供。グレートボアによって親竜を亡くし、マタンゴ王国に保護される。ランディたちが窮地に立たされた時、突然成長し、空を飛んで助けに来る。千里眼の能力も持っており、世界の全ての地形を見渡すことができる。トリュフォーがフラミーをあやす時に使っていた「風のたいこ」を使って、成獣した後は呼び出せるようになった。全長7メートル・高さ3.2メートル・体重640キログラム。
マツケタン
マタンゴ王国の先代国王。大蛇グレートボアの手にかかって亡くなっている。
じっちゃん
ポポイを育てたポポイの爺ちゃん。風の神殿を守っており、帝国に襲われた際に盲目になってしまう。従えていた風の精霊ジンをポポイたちに託す。

### タスマニカ共和国
ジェマ
声 - 津田英三
タスマニカ共和国の元騎士団長。53歳。マナの減少の原因と対策を突き止めるために世界中を旅しており、ランディたちの行く先々で様々なアドバイスをする。パンドーラの古代遺跡ではタナトスに捕らわれ生気を抜かれるといった失態を犯したが、実力自体はかなり高く、帝国の闇の騎士シークもジェマには一目置いていた。また、カッカラ王国のアムール王に、オアシスが干上がった理由が火の神殿の種子がなくなったことと告げたりしている。実は、同じくタスマニカ騎士であったランディの父親セリンのライバルであったが、セリンが大戦で亡くなったのにショックを受け、騎士団長を辞退してしまう。また、かつてはルサ・ルカのもとで修業を積んでいたこともある。身長185センチメートル・体重80キログラム。
モリエール
タスマニカ共和国の戦艦・サンドシップの艦長。階級は中佐。自己中心的な性格で甘えたがり屋なうえに祖父・メレリアの威光を笠に着るため、兵士たちからの支持は低い。彼に目を付けられると砂漠に置き去りにされるとのうわさまであり、すこぶる評判が悪く、帝国の襲撃の際には共和国兵士の一部が彼を見限って戦闘拒否の発言まで飛び出した。サンドシップを失った後は泣き崩れ、それを見た祖父から情けないと言われ捨てられた。以降は心を入れ替え、掃除係からやり直すことになる。エンディングではサンドシップに再び搭乗している姿が見られた。
メレリア
タスマニカ共和国の現騎士団長。提督の位をもつ。本来は立派な騎士なのだが、孫のモリエールを溺愛しすぎるために声望が落ちている。ヴァンドール帝国の襲撃を撃退したランディたちの姿を目の当たりにして目を覚まし、孫を一から鍛え直すことを約束する。物語中盤でレムリアンでの共和国兵士の発言からかつての名声を取り戻していることが分かる。
マリクト
声 - 八百屋杏
帝国領サウスタウンに居を構える老婆。「いひひひ」という不気味な笑い方をするが、根は善人。帝国のスパイだった夫を皇帝に処刑された過去がある。夫亡き後は仇討ちのためスパイの立場を継いだ。いつも手にしている小箱には、夫がゴールドシティから持ち出したカギが入っている。これは後にランディたちに託された。
皇帝がファウナッハの裏切りによって殺されたと聞いた時は、喜ぶわけでもなく、その結末と因果に淡々とした態度を見せていた。
セリン
声 - 速水奨
タスマニカ共和国の騎士であり、ランディの実父。15年前の戦いで皇帝と刺し違え、マナの剣を抜くためポトス村までたどり着いたものの、力尽きてしまった。ジェマの良きライバルであり、セリン夫妻はマナの種族でもあった。
ゲームの冒頭で滝のそばに落ちたランディを導き、聖剣を引き抜かせた。
『SECRET of MANA』の追加イベントでは、ランディは父と母の遺志を継ぎ、マナの種族として世界を守ることを誓っている。

### ヴァンドール帝国
本作における主な敵陣営。世界統一を掲げ、タスマニカ共和国・パンドーラ王国の反帝国勢力と対立している。圧倒的な武力を得るために古の『マナの要塞』の復活を企み、世界各地で活動している。
ヴァンドール皇帝
声 - 小野健一
ヴァンドール帝国の皇帝。立派な白髭と黄金の鎧を纏った巨漢の老人。元々は好戦的な人物ではなかったが、15年前を境に豹変。敵対国であるタスマニカ共和国とパンドーラ王国との戦争において魔界と契約し、強大な力を得た。共和国の騎士であったランディの父セリンと刺し違え、一度は倒れるも復活。セリンは蘇った皇帝を倒すために聖剣を引き抜きに向かったが、皇帝との戦いで受けた傷が元で力尽きてしまった。
現在は世界征服のために帝国民に対して重い税金を掛けて軍隊の増強を繰り返しており、魔界と契約してモンスターの軍団まで設立する。また、四天王と呼ばれる直属の魔界契約者たちを引き連れ、マナの要塞の復活を企む。ランディたちのことはタナトスやゲシュタールが後れを取ったことから決して侮っておらず、国内のレジスタンスに対して和解案を提出し、話し合いのために帝国城に来たところを聖剣の勇者もろとも葬り去ろうとするも失敗。その後、ランディたちの始末は雪辱を申し出たゲシュタールに任せ、自らはマナの神殿を浮上させる。ゲシュタールが敗れ、続けてシークも敗れた後は、仇討ちを意気込むファウナッハを制して大神殿の探索を最優先とし、要塞復活後にその力で共和国諸共ランディたちを始末することを企てる。しかし、マナの要塞の復活まであと一歩のところでファウナッハの裏切りに遭い、マナの神殿の祭壇の間で殺害されてしまった。シークの発言からヴァンドール四天王たちと同様に魔界との契約を経てモンスター化する能力も得ていたと思われるが、その力を発揮する機会はなかった。このため敵陣営の中では唯一主人公たちと戦っていない。
シーク
声 - 手塚ヒロミチ
ヴァンドール四天王のリーダー格である闇の騎士。リーダーでありながら、単身で敵国タスマニカ共和国に乗り込むなど大胆不敵。暗黒剣の使い手である「ダークストーカー」であり、タスマニカ共和国王に乗り移り、帝国に全面降伏しようとしていた。終盤、封印を解くためにヴァンドール皇帝とファウナッハと共にマナの神殿の入口で待ち受けており、タスマニカで共和国王暗殺をランディたちに妨害・撃退されたことを恨み、皇帝に対して自ら戦闘を志願して襲い掛かってくる。さらに魔界との契約により授かった力である木の魔法を操る植物系の球体型巨大モンスター・メガゾーンに変身する。戦闘前にヴァンドール帝国と魔界の契約に関する真実を語り、世界を手中に治めるために皇帝と四天王は魔界との契約により絶大な力を授かったこと、そして人間共が帝国に逆らえなくするために「マナの要塞」を復活させると言い放つ。魔界の力を得た自分が子供に負けるはずがないと豪語するが、ランディたちに及ばず敗死した。
ゲシュタール
声 - 石狩勇気
ヴァンドール四天王の一人。長い緑の髪の美男子。パンドーラ王国領の水の神殿にあるマナの種子の解放や、カッカラ王国領の火の神殿を守護する共和国のサンドシップを襲撃するなど、帝国の尖兵として幅広く活動する。序盤から終盤にかけて登場した敵であり、四天王の中で戦う回数が最も多い。戦闘時はバイクに酷似した兵器に跨る騎士・マシンライダーとして襲い掛かってくる。ランディたちとは3度にわたり戦うこととなる。1度目はカッカラ王国領で戦闘し、共和国軍の戦艦サンドシップを行動不能に追い込んだが、ランディたちに退けられる。2度目は帝都ノースタウンで皇帝に再戦を嘆願し、自分に恥をかかせたことを怨み襲い掛かるが、再び破れてしまう。最後の手段として城に火を放ち道連れにしようとするがフラミーにより救出され失敗、死亡する。そして3度目の戦いとなるマナの神殿最深部の「マナの要塞」区画内では、タナトスの古代魔法によって魔法機械生物として復活。意思の無い完全な戦闘機械人形として立ちはだかったが、最期までランディたちに勝つことはできず敗れ去った。死してなお戦うための人形にされてしまい、タナトスからは「哀れな戦闘機械」と嘲笑され、むしろ敵対者だったランディたちから憐れまれる。
『SECRET of MANA』のキャラクター紹介では「古代兵器を巧みに操るマシンライダー」と紹介されている。
ファウナッハ
声 - 園崎未恵
ヴァンドール四天王の紅一点である女騎士。魔界と契約しており、4本の腕が生えた女性の上半身と、巨大な蛇の下半身を持つ悪魔・ラミアンナーガに変身する。ランディのことを「ボウヤ」と呼び、妖艶な女性としての振る舞いを見せる一方で、同僚であるシークやゲシュタールがランディに倒されていることから強い敵意を向けてくる。既にヴァンドール帝国と皇帝を見限っており、タナトスと共謀し、マナの神殿にてヴァンドール皇帝を殺害する（裏切った理由に関しては「マナの要塞さえあれば私たちが世界の王」と述べている）。また、同僚であるタナトスに対して様付けで呼んでいる。
マナの神殿深部にてタナトスを先に要塞区画へ向かわせ、ディラックへの憑依を優先させた後、自身はラミアンナーガに変身して襲い掛かるが敗北。死に際に自分が負けた理由をタナトスに向けて独白するが、答えが返ることはなかった。
タナトス
声 - 中田譲治
ヴァンドール四天王の一人。仮面の魔法騎士であり、策謀にも長けた軍師。序盤から終盤までランディたちの行く先々で登場するなど四天王中で最も出番が多い。帝国側の人間の中では最初に登場した。
生気を抜き取ったり、洗脳、金縛りなどの力を持つ。他ドリアードの力を封印した。パンドーラ侵攻の手始めに魔女エリニースを懐柔し、パンドーラ王都の人々の生気を抜かせていた。王都中の人々を骨抜きにした後は、本隊が王城に攻め込むという手はずだった模様。ただし、これらの手口は本来の帝国とはやり方がかなり異なっているようで、彼に洗脳されてしまっていたジェマからも不思議に思われているなど、帝国とは違う独自の行動を取っている節がある。
その正体は、魔界に魂を売り渡すことで永遠の命を手に入れようとした古の魔法使い。本作における最終的な黒幕である。不滅の魂を得て精神は永遠のものとなったが、肉体はやがて朽ち果てる運命にあるため、数十年に一人だけ生まれるとされる「闇の血」を持った者の体に乗り移り続けてきた（常人に乗り移るとタナトスの力を抑えられず爆発してしまう）。やがて精神までもが蝕まれ、生への執着と怨念の魂「ダークリッチ」と化して現在に至っている。
同僚のファウナッハと共に皇帝を出し抜き、マナの要塞を利用した世界支配を狙う。皇帝殺害後、マナの神殿最深部でランディたちと相対すると要塞を稼働させるための時間稼ぎとして同僚のファウナッハや魔法生物として蘇生させたゲシュタールを利用し、要塞の起動に成功。マナの要塞深部にて闇の力を持ったディラックの体に乗り移ることで、再び永き時を生きようと画策したが、激昂したプリムによって今の肉体を滅ぼされる。しかし、寸前でディラックの肉体への憑依を成功させ勝ち誇るが、ディラック本人がタナトスの意識が肉体に浸透しきる前に自害したため、失敗し肉体を失う。ダークリッチの姿のままでは消滅してしまうため、激しい怒りに駆られながらも一か八か主人公たちの体に乗り移るために襲い掛かってくるが、他者の力を得なければ生きられない体では成長したランディたちに敵わず敗北、完全に消滅した。ボス戦では、ガムランとケチャをイメージした専用BGMが流れる。なお、「ふしぎな仮面」を着けた集団を従えて登場することがあったが、「パンドーラ古代遺跡」では彼に操られたパンドーラ国の人々だったと思われる描写がある。ただし、ヴァンドール帝国の「帝国古代遺跡寺院」にも複数名が現れるが、こちらでは正体不明のままとなる。
『聖剣伝説2 SECRET of MANA 公式設定資料＋完全攻略ガイド』の公式年表によれば、タナトスが魔界と契約し「ダークリッチ」と化したのは、約数百年前のことだったとされる。

### 精霊
ウンディーネ
全ての生命の源である水を司る精霊。人魚のような姿をしており、温厚な性格。水の神殿近くの洞窟に住み、ルサ・ルカに頼まれ神殿を結界で守っている。右腕に身につけた腕輪には、自らの魔力を最大限に高める効果がある。冷気や雨を利用した攻撃方法や治癒の魔法を持つ。ランディたちに最初に力を貸してくれる精霊。武器のスピアもくれる。
『SECRET of MANA』の追加イベントでは、ポポイに喉が渇いたというだけの理由で呼び出されても快く水を出している。
ノーム
広大な大地の力を司る精霊。小人のような姿をしている。ノリがいい。ファイアギガースに虐げられていた怒りから、当初はポポイに八つ当たりした。しかしファイヤギガースを倒したランディたちに感謝し、ポポイの子分となって力を貸してくれる。大地を揺るがしたり石を操るといった魔法を持つ。ポポイを「親分」、プリムを「奥様」と呼ぶ。
『SECRET of MANA』ではプリムに良いように扱き使われてランディたちに泣きついてくる追加イベントがある。
サラマンダー
全てを焼き尽くす火を司る精霊。燃え盛る火の杖を持つ火竜の姿をしている。熱血な性格。氷の国に温暖なリゾート地の建設を目論むスコーピオン団によって火の神殿から誘拐され、ストーブに閉じ込められていた。カッカラ王国の少女からはサラームちゃんと呼ばれている。火の玉を操ったり、灼熱の炎で攻撃する魔法を持つ。
ジン
大気を支配し、風を司る精霊。青い肌をした恰幅の良い大男の姿をしている。風の神殿にてじっちゃんのはからいにより、ランディたちを新たな主人とする。雲や雷の力も操り、その力を利用した魔法を持つ。
ウィル・オ・ウィスプ
聖なる光を司る精霊。青白い火の玉のような姿をしている。マンモンによって黄金の塔（光の神殿）に幽閉され、金を生み出す力の源にされていた。正しき心の持ち主に力を貸し与える魔法を持つ。プリムのみがその力を使うことができる。
『SECRET of MANA』の追加イベントによると、マンモンに限らずその力を悪用する者たちは多かったらしい。
シェイド
深淵なる闇の力を司る精霊。黒い単眼をツメで掴んだ影のような姿をしている。物静かで威厳のある口調で語る。かつては魔界の王として世界を恐怖に陥れたが、勇者たちに封じられて以来、闇の神殿にて自らの力を使いこなせる者を待っていた。闇の威力の強力な攻撃魔法を持つ。ポポイのみがその力を使うことができる。
『SECRET of MANA』ではポポイがその力を笠に威張り散らす追加イベントがあり、ランディに「ポポイを選ぶような精霊だから封印されていた」と言われている。
ルナ
神秘的な月を司る精霊。4枚の翼のようなものを持った少女の姿をしている。月の神殿にたどり着くことで力を貸してくれる。あらゆる生命に影響を及ぼす不思議な効果のある魔法を持つ。
しっかり者のようだが『SECRET of MANA』の追加イベントでは、「月属性の魔法が悪戯に使えるかも」というポポイの提案を聞いて不気味に笑い出し、ランディたちを戦慄させた。
ドリアード
樹木の偉大な生命を支配し、木を司る精霊。葉の髪の毛と樹皮の体をもつ少女の姿をしている。マナの神殿（木の神殿）に安置されているマナの種子を守っていた。マナの剣を生み出せる「マナ」の魔法をタナトスによって封じられてしまっている。沈みゆく神殿と運命を共にしようとしたが、ランディたちの説得により力を貸してくれる。
『SECRET of MANA』の追加イベントでは使える魔法が少ないことを気にするあまり暗く沈んでおり、逆にランディたちに気を遣わせている。

### その他
大砲屋
遠隔地に人を飛ばす大砲を商売にしている男。ポトス村の近郊にいるのは「ブロス」という名前。36歳。同じく大砲屋を営んでいる見た目がそっくりの兄弟が世界中にいる。キッポ村に奥さんがいる。身長161センチメートル・体重75キログラム。
モティ
宿屋・よろず屋を営む商人。全員ターバンを巻いた同じグラフィックで表現されており、常に踊り続けている。カッカラ王国国王・アムール3世も同じグラフィックである。モティという名は『聖剣伝説 LEGEND OF MANA』より明らかになったもので、今作ではこの名前は確認することはできない。
スコーピオン
世界征服を企む悪のスコーピオン団の女首領。ボンデージ風の服装に身を包み、女王様のような性格をしている。細身で不真面目な部下を、南国村で数える限り3人従えている。発明の才能があるようで、不完全ながらマナの種子からエネルギーを取り出す装置を独力で作った。いちろう君（ガーディアン）とジロー君（デスマシン）という2体のゴーレムを使い、ランディたちの邪魔をする。ガーディアンに対しては直接マナの種子の力を使ったものの、出力が大きすぎて制御できなくなったためすぐに断念しサブ動力で動かしていた。
マナの神殿の地底都市でランディが持つ聖剣を奪い取ろうとデスマシーンをけしかけるも敗北。ランディが本物の勇者だと思い知り逃げ出した。エンディングではジャッハがいる洞の付近を歩く姿が見られた。
セルゲイ
サンドシップにいる自称・大海賊。本来は海を根城にするが、今はマナの減少により海が荒れて出られないためサンドシップに潜り込んだ。ランディたちの脱出を手助けする。その後、マナの要塞が出現した際に海が元に戻ったため船に乗って駆けつけ、ジェマたちを脱出させるのに一役買った。エンディング後もサンドシップに再び搭乗している様子が見られた。
アムール3世
カッカラ王国の国王。外見はモティそのものだが、商人扱いされると怒る。水の枯渇により存亡の危機に瀕しているカッカラ王国を憂いている。水が沸き出るアメフラシのシッポを渡すと、モーグリに変身できる秘宝・モーグリベルトをくれる。
サンタクロース
クリスタルフォレストにある小屋に、トナカイと住んでいる老人。子供たちが自分の存在を信じてくれないことを嘆き、巨大なクリスマスツリーを作るために火の神殿から種子を盗み出す。しかし、種子の力でマナの影響を受けフロストギガースとなった。ランディたちに倒された後は過ちを素直に認め、種子を返した。
『SECRET of MANA』では、ランディは10歳、プリムは8歳までサンタクロースの存在を信じていたことが明かされた。
クリス
レジスタンスのリーダーを務める少女。18歳。死んだ父サグの跡を継ぎ、若年ながらレジスタンスのリーダーを立派に務めている。しかし本来はまだ年頃の娘であり、人知れず泣いている姿を見た者もいる。普段はノースタウンのカフェで仲間たちと共に働いている。また、サウスタウンとノースタウンを繋ぐ下水道をレジスタンスの密会所にしている（帝国の人々にはアジトの在り処に気付かれていない）。ヴァンドール皇帝の和解の申し出を、事前に仲間と共に疑っていたり、パメラをレジスタンス直属の医者のもとに連れていったり、ランディたちを回復したりと、気の効く素振りを見せている。
『SECRET of MANA』では、ランディから「立派で格好良くて可愛い」と言われており、鼻の下を伸ばしたランディを見たプリムがクリスに対抗意識を燃やしていた。一行より年上だが背丈はプリムよりも低め。
サグ
クリスの父。故人。レジスタンスのリーダーだったが、帝国との戦いで生命を落としている。
賢者ジャッハ
マンテン山の頂上に住む賢者。常に世界を飛び回っており、訪ねる度に留守とされる。最終試練の際はジーコ（賢者ジャッハ）の作り出した老人幻影が登場し、こちらが賢者とされたが実はジーコこそが賢者ジャッハであった。
ジーコ
声 - チョー
賢者ジャッハの弟子のオウム。陽気な口調でジャッハの留守をランディたちに伝え、各地へと赴くのを促す。しかしその正体は賢者ジャッハその人である。ランディたちが試練を乗り越えた後は正体を明かし、成長した彼らを認めた。
マンモン
帝国領ゴールドシティの領主（王）。錬金術によって黄金を生み出しているとされるが、実際は光の精霊ウィル・オ・ウィスプの力を悪用していたに過ぎなかった。やがて黄金はただの石に戻ってしまうが、本人は気づいていない。
カロン
月の神殿へ続く宇宙の海の渡し舟を漕いでいるモンスターポロンに似た容姿の渡し守。不気味な口調や思わせぶりな台詞を口にする。
ピカール
ガイア低地南の孤島で灯台守をしている。マナの減少の影響で海が荒れているため、現在では船は出ていない。

## 他機種版
| No. | タイトル                                       | 発売日                                     | 対応機種                                                             | 開発元    | 発売元                 | メディア                                                   | 型式 | 備考                                        | Ref.                        |
| --- | ---------------------------------------------- | ------------------------------------------ | -------------------------------------------------------------------- | --------- | ---------------------- | ---------------------------------------------------------- | ---- | ------------------------------------------- | --------------------------- |
| 1   | 聖剣伝説2 Secret of Mana                       | 2008年9月9日 2008年10月13日 2008年12月26日 | Wii                                                                  | 任天堂    | スクウェア・エニックス | ダウンロード （バーチャルコンソール）                      | -    | スーパーファミコン版の移植                  | [ 8 ]                       |
| 2   | 聖剣伝説2                                      | 2009年10月26日                             | FOMA903i/703iシリーズ以降 （iアプリ）                                | MCF       | スクウェア・エニックス | ダウンロード （聖剣伝説モバイル）                          | -    |                                             | [ 9 ] [ 10 ]                |
| 3   | 聖剣伝説2                                      | 2010年6月24日                              | WIN BREW対応端末 （EZアプリ）                                        | MCF       | スクウェア・エニックス | ダウンロード                                               | -    |                                             |                             |
| 4   | 聖剣伝説2 INT Secret of Mana                   | 2010年12月21日                             | iPhone iPod touch (iOS)                                              | MCF       | スクウェア・エニックス | ダウンロード                                               | -    |                                             | [ 11 ] [ 12 ] [ 13 ] [ 14 ] |
| 5   | 聖剣伝説2 Secret of Mana                       | 2013年6月26日                              | Wii U                                                                | 任天堂    | スクウェア・エニックス | ダウンロード （バーチャルコンソール）                      | -    | スーパーファミコン版の移植                  | [ 15 ]                      |
| 6   | 聖剣伝説2 INT Secret of Mana                   | 2014年10月30日                             | Android                                                              | MCF       | スクウェア・エニックス | ダウンロード                                               | -    |                                             | [ 16 ] [ 17 ]               |
| 7   | 聖剣伝説コレクション                           | 2017年6月1日                               | Nintendo Switch                                                      | M2        | スクウェア・エニックス | ロムカセット                                               | -    | スーパーファミコン版の移植                  | [ 18 ] [ 19 ] [ 20 ]        |
| 8   | ニンテンドークラシックミニ スーパーファミコン  | 2017年9月29日 2017年10月5日                | -                                                                    | 任天堂    | 任天堂                 | 内蔵ゲーム                                                 | -    | スーパーファミコン版の移植                  |                             |
| 9   | 聖剣伝説2 SECRET of MANA INT Secret of Mana HD | 2018年2月15日                              | PlayStation 4 PlayStation Vita (PlayStation Network) Windows (Steam) | Q Studios | スクウェア・エニックス | BD-ROM (PS4) PS Vitaカード (PS Vita） ダウンロード (Steam) | -    | 売上本数：46,104本 (PS4) 19,337本 (PS Vita) | [ 23 ] [ 24 ] [ 25 ] [ 26 ] |

### 携帯電話アプリ版
当初はスクウェア・エニックスが運営する携帯電話用サイト『聖剣伝説MOBILE』にて配信が行われていたが、2011年3月3日をもってサービス終了となり、その後『スクエニMOBILE』にて、2011年5月18日よりiアプリ版、2011年5月19日よりBREW版の配信が再開された。なお、サイトの閉鎖・統合に伴い、当初予告されていたS!アプリ版の配信は中止となっている。
セーブデータは2つで、一つはオートセーブ用のデータ。アプリの容量のため移動時などにロードが入る。
SFC版で起こったバグは全て修正されている。アプリ版のみ、リングコマンドを実行するとルナとポポイが表示されるバグがある。
レベル9以上の武器に専用グラフィックが用意されている。フラミーを用いて移動するとき、画面の右上に世界地図が表示され、主要都市の上空に近付くとその場所名が画面下部に表示されるなど、『聖剣伝説3』と同様の機能が加わった（地名は漢字も使用されるようになった）ほか、ウィンドウ内の透過処理が実装された（SFC版では不透明ドットと透明ドットを交互に配置した擬似的な透過処理）。

### スマートフォン版
iOS・Android版。携帯アプリ版をベースに作成されているためシナリオやゲーム内容に大きな変更は無いが、SFC版と比べ、セーブデータは4つから3つへ（うち1つはオートセーブ）、フォントの高解像度化やタッチパネルを活用したユーザーインターフェースの採用といった差異がある。また、他の仲間を画面外に放置したまま移動できるようになっている。
リングコマンド時にキャラクターのグラフィックが表示されるようになった。また、仲間の行動パターンが聖剣伝説3と同様に単独行動か加勢する仲間を選ぶ仕様になった。

### 聖剣伝説2 SECRET of MANA
2018年2月15日発売。本作のフルリメイク作で、グラフィックやシステムが最新ハード向けにブラッシュアップされている。ただし、システム面などはスマートフォン版に準拠している部分が多い。セーブデータは2つで、別にオートセーブ用の枠が1つある。
ストーリー部分には一切変更がなく、アイテムやボスの追加といった追加要素などもない。
主な変更点
- 3Dグラフィックに変更された。
- 斜めに向けるようになった（斜め移動自体はオリジナル版から可能）。
- ダッシュは走っている間だけ徐々にゲージが減るようになった。途中で止めると、そこから100%に向かって再チャージされる。
- リングコマンドはキャラクターの上ではなく画面中央に表示されるようになった。
- 主要人物のほか、村人などを含む全ての会話がフルボイス化された。重要な場面は画面が切り替わってムービーのような演出となる。
- アイテムの最大所持数を4個（従来通りの所持数）、8個、12個の三段階で設定できるようになった。
- 宿屋に宿泊した際、ストーリーの進行に応じて会話イベントが発生するようになった。
- 音楽は新規にアレンジされた楽曲が使用されており、設定でオリジナル版のBGMに変更することも可能。
- 武器レベルの一覧に武器の所持者が表示されるようになった。また、ここから持ち替えもできるようになった。

## 他作品とのコラボレーション
ボイスはコラボにて初めて設定され、『SECRET of MANA』にも引き継がれた。
LORD of VERMILION ARENA / LORD of VERMILION Re:3 / LORD of VERMILION IV：2015年6月5日 / 2016年2月25日 / 2019年1月31日
ランディ、プリム、ポポイが登場。ポポイは『ARENA』『Re:3』では水野マリコが声を担当していたが、2017年末に水野が声優活動を引退したため、『IV』では『SECRET of MANA』で声を担当している加藤英美里が引き継いだ。
ヘブンストライク ライバルズ：2015年8月3日
ランディ、プリム、ポポイが登場。
フルボッコヒーローズ：2015年9月7日
『聖剣伝説 RISE of MANA』に続く『聖剣伝説』シリーズコラボ第二弾として、ランディ、プリム、ポポイが登場。
メルクストーリア - 癒術士と鈴のしらべ -：2015年11月21日
『聖剣伝説 RISE of MANA』と一緒に、ランディ、プリム、ポポイが登場。
チェインクロニクル：2015年11月26日
ランディ、プリム、ポポイが登場。
インペリアル サガ：2017年9月21日
ランディ、プリム、ポポイが登場。
ミトラスフィア：2017年11月10日
ランディ、プリム、ポポイが登場。
乖離性ミリオンアーサー：2018年2月15日
ランディ、プリム、ポポイ、ヴァンドール四天王が登場。
バトル オブ ブレイド：2018年5月1日
ランディ、プリム、ポポイが登場。

## 音楽

### 音楽制作
BGMは菊田裕樹が担当。菊田がスクウェア入社後、初めてコンポーザーを任されたのが本作である。本作の音楽は発売から十数年経った現在においても、国内外で高い評価を得ている。
『聖剣伝説2』の音楽は「良い音で美しい」「8トラックのS-NES PCM音源で作るゲーム音楽の限界への挑戦」という方針を基に、ハイファイデリティなサウンドを活かした透明感溢れる楽曲を目指して制作が進められた。そのこだわりは音源や音像・音色の構築のみならず制作環境を改めるにまで及び、本作は徹底した緻密なサウンドプロダクションが敷かれている。2年にわたる製作期間の間、菊田は自身の楽曲制作のために割り当てられた社屋内の個室に住み込み、作曲は無論のこと、音色の選定・楽器の定位・サンプリング作業とエフェクトの調整・手作業による音楽データの容量圧縮・サウンドデザインなど、納得のゆくまで試行錯誤と修正を重ねたという（菊田曰く、「プログラマー頼みの部分を除き、ほぼ全ての作業を自分の手で行った」とのこと）。さらに、菊田は自らの意に沿うサウンドの感触を得るために、サンプラー（AKAI S900）を持ち込んでスーパーファミコンで鳴る音をサンプリングし、それを元に作曲を行った。実際に実機で奏でられる音をプレビューしながら作曲できる環境を整えたわけである。当時、同じくスクウェアのサウンドチームに所属していた下村陽子は、菊田の作り上げた制作環境を知って、「この人はただ者じゃない、というか、普通じゃない！ おかしい！」と感嘆したという。
菊田は後のインタビューで本作のサウンドについて、「呆れるほど時間をかけた」「贅沢な時間の使い方ができた」「楽器ごとの定位や、動かし方も、何度も何度も試行錯誤した上で決定しているという感じで、ちょっと考えられないくらい余裕のある作り方をしている」と振り返り、それらが楽曲の出来映えに結びついたと語っている。
二つの同じ音色を同時に鳴らし、僅かに音程や位相をずらして立体感を生み出すなど、微細に音の質感を突き詰めていった結果、本作のBGMはスーパーファミコンの同時発音数8チャンネル全てに音を割り当てているため、ゲーム中にアクションを起こし続けた場合サウンドエフェクトと競合してしまい、確実にBGMのチャンネル割れ（楽曲の一部の音が鳴らなくなってしまう）を起こしてしまう。次回作『聖剣伝説3』では、SEとの住み分け対策もあって、ハイファイデリティな音色を緻密な調整で紡いでゆく『聖剣伝説2』の方法論を捨て、6音という少ない音数でも迫力を失わないアコースティックな音源を基調としたプロダクションを試みることとなる。
NTT出版から、『聖剣伝説2 オリジナル・サウンドヴァージョン』とタイトルされた、オリジナルの音源を忠実に収録した全44曲のオリジナル・サウンドトラック盤と、『聖剣伝説2 シークレット・オブ・マナ』とタイトルされたアレンジ盤がリリースされている。

### サウンドトラック
- 『聖剣伝説2 オリジナル・サウンド・ヴァージョン』

オリジナル盤
- 発売元：NTT出版株式会社
- 販売元：アメリカーナ・レコード
- 発売日：1993年8月6日
- 品番：N25D-019・ISBN 4-87188-245-4
- 作曲：菊田裕樹

再発盤
- 発売元：NTT出版株式会社
- 販売元：ポリスター→プライエイド・レコーズ
- 発売日：1995年8月25日→2004年10月1日
- 品番：PSCN-5030→NTCP-5030

※これまでに2度再発されている。右側が現在発売されているもの（ただし、販売元は1998年以降のもので、設立時から旧再発盤の販売元となっている）。
- 『聖剣伝説2 シークレット・オブ・マナ』

作中使用のBGMに環境音楽的アレンジを加えた、1トラック・約50分の作品。
次回作も念頭に置いた実験作だったこともあり、後に発売された『聖剣伝説3』に使われたメロディーも所々に散りばめられている。作曲者の菊田裕樹自身が手がけたアレンジだが、原曲のメロディーを大胆に再解釈・再構成しているため、アレンジアルバムと言うよりはコンセプト・アルバムの趣が強い作品となっている。
オリジナル盤
- 発売元：NTT出版株式会社
- 販売元：アメリカーナ・レコード
- 発売日：1993年10月29日
- 品番：N30D-021
- 作編曲：菊田裕樹

再発盤
- 発売元：NTT出版株式会社
- 販売元：ポリスター→プライエイド・レコーズ
- 発売日：1995年8月25日→2004年10月1日
- 品番：PSCN-5031→NTCP-5031
  - 再発盤に関する注記は、上記の『オリジナル・サウンド・ヴァージョン』と同様。

## スタッフ
- エグゼクティブ・プロデューサー：水野哲夫
- プロデューサー、コンセプト&システム・デザイン、シナリオ・メッセージ・データ：田中弘道
- ディレクター、ゲーム・デザイン・チーフ、アニメーション&モンスター・デザイン：石井浩一
- ゲーム・デザイナー
  - バトル・システム・デザイン・モンスターロジック：大橋悟朗
  - マップ・データ・システム・デザイン&データ：松村靖
  - マップ・データ：井上敏行
- プログラマー
  - メイン・プログラム：ナーシャ・ジベリ
  - モンスター・コントロール・プログラム：吉枝悟
  - ボス・モンスター・プログラム：村田琢
  - メッセージ・プログラム：齊藤正明
  - リング・メニュー・プログラム：武藤竜
  - カリキュレーション・プログラム：宮川義之
  - サウンド・プログラム：赤尾実
  - デモ・プログラム：深谷文明
- グラフィックデザイナー
  - マップ・グラフィック・デザイン・チーフ：蒲田泰彦
  - マップ・グラフィック・デザイン：高橋徹也
  - ワールド・マップ・グラフィック・デザイン：上田晃
  - マップ・グラフィック・デザイン：代島学
  - マップ・グラフィック・デザイン：筒井美佐子
  - マップ・デザイン：毛塚英俊
- キャラクターデザイナー
  - プレイヤー・キャラクター・デザイン：亀岡慎一
  - モンスター・キャラクター・デザイン：成島康之
  - キャラクター・デザイン：岡庭真一郎
  - マジック・アニメーション：高井慎太郎
  - モンスター・アニメーション：佐々木倫子
- サウンドデザイナー
  - ミュージック・コンポーザー：菊田裕樹
  - サウンド・エフェクト・デザイナー：光田康典、伊藤賢治
- イングリッシュ・サポート：森山郁
- メイン・ビジュアル・アートワーク：磯野宏夫
- ネットワーク・マネージメント：安達景太郎

## 評価
スーパーファミコン版
- ゲーム誌『ファミコン通信』の「クロスレビュー」では、9・9・8・7の合計33点（満40点）でゴールド殿堂を獲得[38][50]、レビュアーからはゲームシステム面に関して様々な意見が挙げられており、浜村通信はアクションゲームとしての要素が強くないことを指摘した上で、反射神経がなくとも「ちゃんとクリアーできる工夫が凝らされてある」、ローリング内沢は「とても使いやすいし、かなりいい出来なのでは」、渡辺美紀は「多人数プレーもしっかり遊べる」と肯定的な意見が多く挙げられた一方で、内沢は「アクション性をもっと強くしてもいいかなって気もする」、渡辺は「少々雑なところも気になる」、ジョルジョ中治はセレクトボタンで操作キャラクターを切り替えするシステムに関して分かりづらいと否定的な意見も挙げられた[50]。演出面やグラフィックに関して、浜村は「さすがスクウェア。泣かせてくれます」と称賛した他、内沢はグラフィックとサウンド、演出を絶賛、渡辺は「キャラがしっかりしてるからコミカルな味付けもすんなりなじむ」と肯定的に評価、一方で中治は「物語偏重主義もアクションRPG向きではない」と否定的に評価した[50]。

- ゲーム誌『ファミリーコンピュータMagazine』の読者投票による「ゲーム通信簿」での評価は以下の通りとなっており、25.6点（満30点）となっている[47]。

| 項目 | キャラクタ | 音楽 | お買得度 | 操作性 | 熱中度 | オリジナリティ | 総合 |
| 得点 | 4.6        | 4.3  | 3.9      | 4.0    | 4.4    | 4.4            | 25.6 |